# John West, 4. Earl De La Warr
John Richard West, 4. Earl De La Warr (* 28. Juli 1758; † 28. Juli 1795) war ein britischer Adliger, Politiker und Militär.
Er war der zweite Sohn von John West, 2. Earl De La Warr aus dessen Ehe mit Mary Wynyard.
Er wurde am Eton College ausgebildet. Er diente beim britischen Heer im Rang eines Lieutenant der 2nd Foot Guards. 1778 wurde er als Nachfolger seines älteren Bruders Thomas West, 3. Baron De La Warr, Stallmeister von Königin Charlotte. Er hatte dieses Amt bis zum Januar 1783 inne, als er beim Tod seines älteren Bruders dessen Adelstitel als 4. Earl De La Warr, sowie den damit verbundenen Sitz im House of Lords erbte. 1789 wurde er Gentleman of the Bedchamber von König Georg III.
Am 2. April 1783 heiratete er Catherine Lyell, Tochter des aus Schweden nach England eingewanderten Adligen Henry Lyell. Mit ihr hatte er zwei Kinder:
- Lady Catherine Georgiana West († 1824) ⚭ Joseph D’Arcy, Lieutenant-Colonel bei der Royal Artillery;
- George John Sackville-West, 5. Earl De La Warr (1791–1869).

Er starb am 28. Juli 1795 im Alter von 37 Jahren. Seine Titel erbte sein Sohn.